# ミニヴァー夫人
『ミニヴァー夫人』（ミニヴァーふじん、Mrs. Miniver）は、1942年のアメリカ合衆国の映画である。メトロ・ゴールドウィン・メイヤー（MGM）製作。日本公開は第二次世界大戦後の1949年5月である。

## 概要
アカデミー賞最優秀作品賞、監督賞（ウィリアム・ワイラー）、主演女優賞（グリア・ガースン）、助演女優賞（テレサ・ライト）、脚色賞（アーサー・ウィンペリス、ジョージ・フローシェル、ジェームズ・ヒルトン、クローディン・ウエスト）、撮影賞（白黒部門。ジョーゼフ・ルッテンバーグ）の6部門での受賞の他、この映画の製作者シドニー・フランクリンにアーヴィング・G・タルバーグ賞が贈られている。
この映画は、『カサブランカ』（1943）と並び第二次世界大戦中に連合国側、枢軸国を問わずたくさん作られた、いわゆる「戦意高揚映画」、「プロパガンダ映画」と呼ばれる類の作品である。なお、企画段階では独米間で開戦していなかったため、製作会社側はドイツ人を悪役のみとすることに難色を示したが、1941年12月に日本とアメリカ間で開戦したことに続いてドイツがアメリカに宣戦布告したため、急遽ドイツ人を徹底的に悪役として扱うことを認めたという経緯があった。
時代は第二次世界大戦初期のイギリスの田舎町。そこに住むミニヴァー家の人々の日常をミニヴァー夫人（グリア・ガースン）を中心に描いている。この作品のメッセージとしては、ヨーロッパ戦線初期のドイツへの敵愾心と同盟国のイギリスへのアメリカ側の支援が込められている。アメリカ人を主要キャストに置き、丁寧で流れるようなシナリオの巧さとワイラー監督の演出の好調ぶりを裏付けるような作品になっている。

## ストーリー
1939年夏。ミニヴァー夫人が買い物包みをいくつも抱え、急ぎ足で歩いている。彼女はロンドン郊外の小さな村に住む建築家クレムの良き妻であり、オックスフォード大学で寮生活を送っている長男ヴィン、まだ幼いジュディとトビーの三人の子を持つ優しい母でもあるが、少々浪費癖があるのが玉に瑕。今日も我慢できずに街の高級店でかなり値の張る帽子を買ってしまった。夫への言い訳を考えつつ停車場に降り立った彼女を、人の好いバラード駅長が呼び止める。彼が丹精した自慢の薔薇の花に「ミニヴァー夫人」という名前をつけさせて欲しいということと、その薔薇を村で開催される花の品評会「ベルドン・カップ」に出品したいという申し出だった。「ベルドン・カップ」の主催者は村の名門ベルドン家の当主であるベルドン夫人であり、品評会の中でも特に薔薇の栽培部門は彼女の独擅場だった。村の人々は名門である彼女に遠慮して、薔薇部門については誰も出品しないことが暗黙の約束事だった。そんな事情もあって駅長の申し出に驚くミニヴァー夫人だったが、彼の薔薇の見事な出来映えを見て、申し出を素直に感謝し了承する。
翌日。ベルドン夫人の孫娘キャロルが、今年は駅長が自信作を薔薇部門に出品するという噂を聞きつけミニヴァー家を訪れる。キャロルはこれまで薔薇の栽培部門で一等賞を受けてきたことが老齢のベルドン夫人にとっては何よりの誇りであり、今年もぜひ祖母に一等を獲らせたい、できれば駅長に出品をやめるようミニヴァー夫人から頼んでほしい、と申し入れてきた。ちょうど夏休みで帰省中のヴィンはその身勝手な言い分に反発してベルドン夫人の階級主義を批判、キャロルと口論になる。しかし若い二人はこれがきっかけで互いに意識し合い、その夜のダンスパーティーでヴィンはキャロルに謝罪し、恋におちてしまう。
やがて英国はドイツに宣戦を布告し、第二次世界大戦に参戦する。ミニヴァー家の家政婦グラディスの恋人も出征した。ヴィンは空軍へ志願、近くの飛行隊へ配属されることになり、キャロルと正式に婚約する。クレムも村の人々と共に付近を巡察したりと忙しい。ミニヴァー夫妻は飛行編隊が上空を通るたびに、ヴィンの合図であるエンジン音を聞き、息子の無事に胸をなで下ろす。
気位の高いベルドン夫人は駅長の薔薇の一件へのわだかまりもあり、また、ヴィンが空軍に志願したことでキャロルが未亡人になってしまうおそれもあって二人の婚約に難色を示すが、ミニヴァー夫人の説得でついに折れ、若い二人は村の人々の祝福を受けて結婚式を挙げる。
ダンケルクから退却するイギリス兵の救助に駆けつけたクレムが一時消息不明になったり、村に不時着したドイツ軍パイロットがミニヴァー家に侵入したり、さらには空襲の激化など、戦争による一家の危機があったが、やがて「ベルドンカップ」が無事に開かれる。薔薇の栽培部門の審査は、甲乙つけ難いふたつの出品作に難航するが、主催者に遠慮してか、審査員たちはベルドン夫人の薔薇を一等に選び、その審査結果を彼女に伝える。
ベルドン夫人は結果発表の場でバラード駅長の「ミニヴァー夫人」を一等に、自分の薔薇を二等とした。来場者たちは駅長とベルドン夫人に拍手を贈る。しかし、敵機来襲の報せに来場者たちはそれぞれ避難。ミニヴァー夫人とキャロルはヴィンを航空隊基地へ送るが、その帰り道、二人の乗った車を敵機の機銃掃射が襲う。
数日後、廃墟と化した教会では礼拝が執り行われていた。品評会の日の空襲によって、多くの人々が犠牲となった。憔悴し切ったベルドン夫人の傍らにヴィンが寄り添う。牧師は村から犠牲者が出たことを悼み、必勝を村民に呼び掛けて、犠牲者を弔う意味も込めて皆で賛美歌を奉唱する。空襲によって穴の開いた教会の天井から、味方の航空隊が飛行していくのが見える。人々はこの先如何なる困難が襲おうとも、勇気を持って乗り越えていこうと各々の胸に堅く誓う。

## キャスト
- ミニヴァー夫人：グリア・ガースン
- クレム・ミニヴァー：ウォルター・ピジョン
- キャロル・ベルドン：テレサ・ライト
- ベルドン夫人：デイム・メイ・ウィッティ

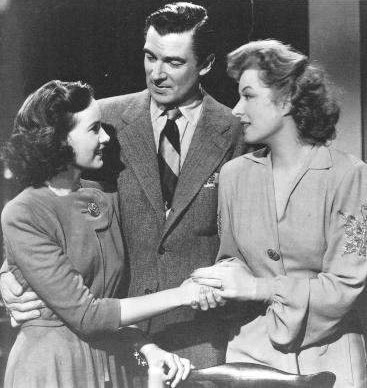
右からグリア・ガースン、ウォルター・ピジョン、テレサ・ライト

- フォーリー（食料品店店主）：レジナルド・オーウェン
- ジェームズ・バラード（駅長）：ヘンリー・トラヴァース
- ヴィンセント（ヴィン）・ミニヴァー：リチャード・ネイ
- ヴィカー（牧師）：ヘンリー・ウィルコクソン
- トビー・ミニヴァー：クリストファー・セヴェリン
- グラディス（家政婦）：ブレンダ・フォーブス
- ジュディ・ミニヴァー：クレア・サンディス
- エイダ（料理人）：マリー・ド・ブッカー
- ドイツ軍パイロット：ヘルムート・ダンティン
- フレッド：ジョン・アボット
- シンプソン：コニー・レオン
- ホレス（グラディスの恋人）：リース・ウィリアムズ

## 日本語吹替
| 役名           | 俳優                     | 日本語吹き替え | 日本語吹き替え |
| 役名           | 俳優                     | テレビ神奈川版 | PDDVD版        |
| -------------- | ------------------------ | -------------- | -------------- |
| ミニヴァー夫人 | グリア・ガースン         | 水城蘭子       | 相沢恵子       |
| クレム         | ウォルター・ピジョン     | 櫻片達雄       | 斉藤次郎       |
| キャロル       | テレサ・ライト           | 岡本茉利       | 笹森亜希       |
| ベルドン夫人   | デイム・メイ・ウィッティ |                | 萩柚月         |
| フォーリー     | レジナルド・オーウェン   |                | 一馬芳和       |
| バラード駅長   | ヘンリー・トラヴァース   |                | 遠藤純一       |
| ヴィン         | リチャード・ネイ         | 田中亮一       | 大塚智則       |

- テレビ神奈川版：初回放送1973年12月1日

## スタッフ
- 監督： ウィリアム・ワイラー
- 製作： シドニー・フランクリン
- 原作： ジャン・ストルーサー（Jan Struther）
- 脚本： アーサー・ウィンペリス、ジョージ・フローシェル、ジェームズ・ヒルトン、クローディン・ウェスト
- 撮影： ジョセフ・ルッテンバーグ
- 音楽： ハーバート・ストサート

### 日本語版
PDDVD版
- 演出：大前剛
- 翻訳：井村千瑞
- 制作：ミック・エンターテイメント
- 発売元：マックスター、ミック・エンターテイメント

## エピソード
- グリア・ガースンがアカデミー賞主演女優賞を獲得したときの受賞スピーチは5分半にものぼり、ハリウッド史上最長である。オスカー像のプレゼンターであった前年度主演女優賞受賞者のジョーン・フォンテインは彼女の長時間に渡るスピーチに耐え切れずに途中で壇上から降りてしまった。

- ミニヴァー夫人の役は、最初はノーマ・シアラーが予定されていたが、3人もの子を持つ母親役はいやだと断られた。それで、グリア・ガースンに回ってきたのだが、彼女は契約上だけの話ではなく、きちんと役柄に打ち込んだために主演女優賞をもらった。

- アカデミー賞始まって以来の演技部門5部門にノミネートされた作品である。

- グリア・ガースンは、息子役の12歳年下であったリチャード・ネイと1943年結婚した。（1947年離婚）

- 監督のウィリアム・ワイラーはドイツ生まれにもかかわらず、ナチス・ドイツへの抵抗を示した作品であることを認めている。

- 作品が完成した後、ウィリアム・ワイラーは米国陸軍通信隊に配属された。彼は海を越えて、初めてオスカーを獲ったのを知った。ワイラー自身もカメラを持ってB-17 (航空機)メンフィス・ベルに乗務していたこともあった。彼は戦後述べていたのだが、実際に戦場へ行って惨状を目の当たりにすると、この映画の表現では甘過ぎだと語っている。

- ウィンストン・チャーチルは、この作品を艦隊以上の戦力があると評した[2][3]。6個師団以上の力だ、との言葉も伝わる[4]。

- 1939年出版されてベストセラーになった英国の女流作家ジャン・ストルーサーの短編エッセイ集を元にしている（エッセイ集だから筋がない）。しかし、ほとんどの内容が対ドイツ戦に入ろうとする段階のもので、最後のエッセイで戦争に突入する内容だった。本の中にある何人かの登場人物は映画と同じものの、実際に起きた事件とは全く異なっている。